# Беу
Беу (рум. Beu) или Беју (рум. Beiu) је река на југозападу Румуније и десна притока Нере. Дуга је 19 километара, а површина слива износи 53 . Река целим својим током протиче кроз територију националног парка Клисура Нере – Беушница. 
Беу извире на Анинским планинама и тече ка југу. У горњем току је позната под именом Ракаждијану (рум. Răcăjdianu), а примајући десну притоку Селештијуцу тече под називом Беу Сек (рум. Beu Sec) све до Беговог ока. Од Беговог ока па све до ушћа, река има сталан ток и тече под именом Беу. Низводно од Беговог ока, Беу прима своју најзначајнију притоку, Беушницу. Након проласка између брда Караула (333 m) и Деспедеа (321 m), узводно од села Саска Романа, Беу се улива у Неру.
Притоке Беуа су:
- Леве: Ваља Ракаждеану, Огашул Урсоања, Огашул Флориј, Огашул Местеаканулуј и Ваља Беушница
- Десне:  Огашул Салаштијуца, Огашул луј Јован, Огашул Фециј, Огашул луј Имбре, Огашул Четациј, Огашул Мошулуј и Огашул Кикирегу

Долина реке Беу и њене притоке Беушнице, представља једну од главних туристичких атракција националног парка Клисура Нере — Беушница. Чувене су по бројним слаповима и водопадима (Беушница и Вајоага) које ове реке формирају као и по крашком језеру Бегово око.